# Rio Goaţele
O Rio Goaţele é um rio da Romênia, afluente do Lotru, localizado no distrito de Vâlcea.